# Roqīcheh
Roqīcheh (persiska: رقیچه) är en ort i Iran.   Den ligger i provinsen Khorasan, i den nordöstra delen av landet, 700 km öster om huvudstaden Teheran. Roqīcheh ligger 1 675 meter över havet och antalet invånare är 360.
Terrängen runt Roqīcheh är platt åt nordost, men åt sydväst är den kuperad.Runt Roqīcheh är det ganska glesbefolkat, med 25 invånare per kvadratkilometer. Närmaste större samhälle är Robāţ-e Sang, 14,7 km öster om Roqīcheh. Trakten runt Roqīcheh består i huvudsak av gräsmarker.